# Aloe bella
Aloe bella är en grästrädsväxtart som beskrevs av Gordon Douglas Rowley. Aloe bella ingår i släktet Aloe och familjen grästrädsväxter. Inga underarter finns listade i Catalogue of Life.